# Saint-Martial-sur-Né
Saint-Martial-sur-Né település Franciaországban, Charente-Maritime megyében. Lakosainak száma 428 fő (2022. január 1.). Saint-Martial-sur-Né Salles-d’Angles, Celles, Germignac, Jarnac-Champagne és Lonzac községekkel határos.

## Népesség
A település népessége az elmúlt években az alábbi módon változott:
| Lakosok száma | 414  | 367  | 328  | 349  | 445  | 451  | 452  | 437  | 430  | 428  |
|               | 1968 | 1982 | 1990 | 2006 | 2013 | 2015 | 2017 | 2019 | 2020 | 2022 |